# Amsterdam (cratera)
Amsterdam é uma cratera marciana. Tem como característica 1.3 quilômetros de diâmetro. Deve o seu nome à capital da Holanda - Amesterdão.